# Koyukuk
Koyukuk é uma cidade localizada no estado americano de Alasca, no Distrito de Yukon-Koyukuk.

## Demografia
Segundo o censo americano de 2000, a sua população era de 101 habitantes.
Em 2006, foi estimada uma população de 91, um decréscimo de 10 (-9.9%). Em 2009, foi estimada sua menor população desde que o censo começou, de apenas 88 habitantes. Em 2013, sua população estimada era de 98 habitantes.

## Geografia
De acordo com o United States Census Bureau, a localidade tem uma área de 16,3 km², dos quais 16,2 km² cobertos por terra e 0,1 km² cobertos por água.
Encontra-se banhada pelo rio Yukonf

## Localidades na vizinhança
O diagrama seguinte representa as localidades num raio de 104 km ao redor de Koyukuk.